# Češovské valy
Češovské valy (321 m n. m.) je vrch v okrese Jičín Královéhradeckého kraje. Leží asi 1,5 kilometru jihozápadně od obce Češov na jejím katastrálním území. Na vrchu se nachází pozůstatky pravěkého a raně středověkého hradiště Češov.

## Historie
Na vrchu se nachází hradiště s rozlohou přes 48 hektarů. Bývá označováno jako keltské oppidum, ale pro takové zařazení chybí dostatek archeologických nálezů. Osídleno bylo od doby bronzové do raného středověku, ale pozůstatky opevnění využilo během husitských válek jako polní tábor vojsko Jana Žižky a později také švédští vojáci ve třicetileté válce. Ještě během prusko-rakouské války se zde ukrývalo vesnické obyvatelstvo.

## Geomorfologické zařazení
Geomorfologicky vrch náleží do celku Východolabská tabule, podcelku Cidlinská tabule, okrsku Novobydžovská tabule a podokrsku Češovský hřbet.